# 易萎拟黑耳
易萎拟黑耳（学名：Exidiopsis fugacissima）是属于银耳目银耳科拟黑耳属的一种真菌，群生于杨树等阔叶树朽木上。该种分布于北美洲、亚洲、欧洲。